# Tlachichuca
Tlachichuca es una localidad del estado mexicano de Puebla. Es cabecera del municipio de Tlachichuca.

## Toponimia
Su nombre proviene de los términos en náhuatl Tlachiuhqui, artesano, y can, lugar. Su significado es «lugar de artesanos».

## Demografía
| Gráfica de evolución demográfica |
|                                  |

| Censo | Población |
| ----- | --------- |
| 1900  | 1 115     |
| 1910  | 1 173     |
| 1921  | 1 326     |
| 1930  | 1 738     |
| 1940  | 2 200     |
| 1950  | 2 821     |
| 1960  | 3 540     |
| 1970  | 3 721     |
| 1980  | 5 085     |
| 1990  | 5 809     |
| 1995  | 6 642     |
| 2000  | 6 523     |
| 2005  | 7 181     |
| 2010  | 7 574     |
| 2020  | 8 481     |